# Bettainvillers
Bettainvillers és un municipi francès situat al departament de Meurthe i Mosel·la i a la regió del Gran Est. L'any 2007 tenia 199 habitants.

## Demografia

### Població
El 2007 la població de fet de Bettainvillers era de 199 persones. Hi havia 76 famílies, de les quals 16 eren unipersonals (12 homes vivint sols i 4 dones vivint soles), 24 parelles sense fills, 32 parelles amb fills i 4 famílies monoparentals amb fills.
La població ha evolucionat segons el següent gràfic:
Habitants censats

### Habitatges
El 2007 hi havia 83 habitatges, 80 eren l'habitatge principal de la família, 1 era una segona residència i 2 estaven desocupats. 74 eren cases i 9 eren apartaments. Dels 80 habitatges principals, 68 estaven ocupats pels seus propietaris, 9 estaven llogats i ocupats pels llogaters i 3 estaven cedits a títol gratuït; 2 tenien dues cambres, 1 en tenia tres, 20 en tenien quatre i 57 en tenien cinc o més. 66 habitatges disposaven pel capbaix d'una plaça de pàrquing. A 35 habitatges hi havia un automòbil i a 36 n'hi havia dos o més.

### Piràmide de població
La piràmide de població per edats i sexe el 2009 era:
| Homes | Edats   | Dones |
| ----- | ------- | ----- |
| 0     | 95 o +  | 0     |
| 0     | 90 a 94 | 0     |
| 0     | 85 a 89 | 0     |
| 0     | 80 a 84 | 4     |
| 4     | 75 a 79 | 4     |
| 0     | 70 a 74 | 0     |
| 16    | 65 a 69 | 12    |
| 0     | 60 a 64 | 0     |
| 8     | 55 a 59 | 12    |
| 0     | 50 a 54 | 0     |
| 8     | 45 a 49 | 8     |
| 8     | 40 a 44 | 4     |
| 4     | 35 a 39 | 4     |
| 0     | 30 a 34 | 4     |
| 8     | 25 a 29 | 4     |
| 4     | 20 a 24 | 0     |
| 12    | 15 a 19 | 0     |
| 4     | 10 a 14 | 8     |
| 4     | 5 a 9   | 0     |
| 4     | 0 a 4   | 0     |

## Economia
El 2007 la població en edat de treballar era de 127 persones, 85 eren actives i 42 eren inactives. De les 85 persones actives 81 estaven ocupades (48 homes i 33 dones) i 4 estaven aturades (1 home i 3 dones). De les 42 persones inactives 18 estaven jubilades, 12 estaven estudiant i 12 estaven classificades com a «altres inactius».

### Ingressos
El 2009 a Bettainvillers hi havia 80 unitats fiscals que integraven 220 persones, la mediana anual d'ingressos fiscals per persona era de 18.130 €.

### Activitats econòmiques
Dels 2 establiments que hi havia el 2007, 1 era d'una empresa de construcció i 1 d'una entitat de l'administració pública.

## Poblacions més properes
El següent diagrama mostra les poblacions més properes.